# Mautern in Steiermark
Mautern in Steiermark is een gemeente in de Oostenrijkse deelstaat Stiermarken, en maakt deel uit van het district Leoben.
Mautern in Steiermark telt 1957 inwoners.
Stadsgemeenten:
Eisenerz ·
Leoben ·
Trofaiach

Marktgemeenten:
Kalwang ·
Kammern im Liesingtal ·
Kraubath an der Mur ·
Mautern in Steiermark ·
Niklasdorf ·
Sankt Michael in Obersteiermark ·
Sankt Peter-Freienstein ·
Vordernberg

Overige gemeenten:
Proleb ·
Radmer ·
Sankt Stefan ob Leoben ·
Traboch ·
Wald am Schoberpaß
- Gemeinsame Normdatei: 4115047-8
- MusicBrainz: 3ca7ecd4-5569-4875-a7e6-772734b5f1c5
- Virtual International Authority File: 244119833